# 보리장나무
보리장나무(Elaeagnus glabra)는 상록의 활엽관목으로서, 높이는 2m 가량이며, 줄기에는 가시가 있다. 잎은 긴 타원형으로 두껍고 가장자리는 물결 모양을 하고 있으며, 표면은 녹색으로 윤이 나고 뒷면은 은색의 비늘조각이 빽빽하게 나있다. 꽃은 흰색으로, 11월경에 2-3개의 꽃이 잎겨드랑이에 달린다. 열매는 타원형의 액과이며, 다음해 4-5월에 홍색으로 얻는다. 주로 해안의 따뜻한 곳에서 자라는데, 한국에서는 특히 전라남도에 분포한다.